# Chiapas, le Cœur et l'Effroi
 (janvier 2025).
Si vous disposez d'ouvrages ou d'articles de référence ou si vous connaissez des sites web de qualité traitant du thème abordé ici, merci de compléter l'article en donnant les références utiles à sa vérifiabilité et en les liant à la section « Notes et références ».
Pour plus de détails, voir Fiche technique et Distribution.
Chiapas, le Cœur et l'Effroi est un film documentaire réalisé par Variety Moszynski, diffusé le 22 janvier 2004. 

## Synopsis
Une psychanalyste, Concepcion de la Garza, et un psychiatre, Bernard Doray, se rendent auprès d'Indigènes au Chiapas. 
Ces Indigènes déracinés sont victimes d'une guerre larvée déclenchée par l'EZLN en janvier 1994 contre l'État mexicain. 
Le couple analyse les troubles engendrés par ce conflit.

## Fiche technique
- Titre : Chiapas, le cœur et l'effroi
- Réalisateur : Variety Moszynski
- Scénario : Variety Moszynski
- Société de production : Little Bear
- Pays d'origine : France
- Genre : documentaire
- Durée : 52 minutes
- Date de sortie : 22 janvier 2004

## Intervenants
- Bernard Doray, psychiatre
- Concepcion de la Garza, psychanalyste